# Torrente de Sant Miquel

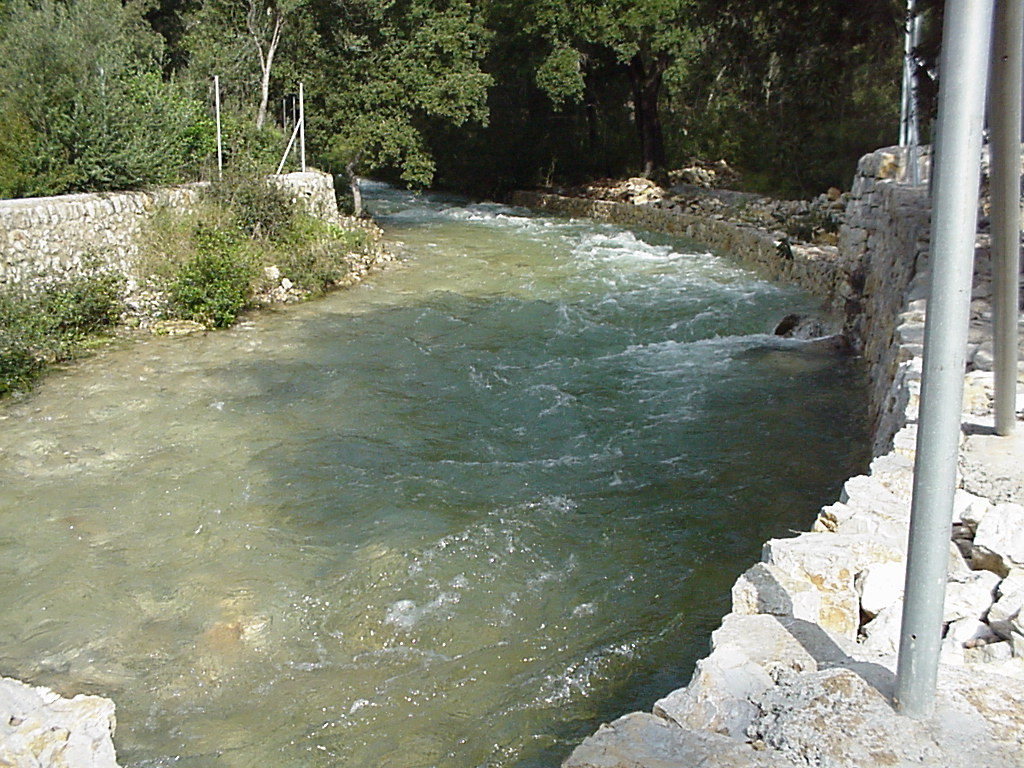
El torrente de Sant Miquel.

El Torrente de Sant Miquel es un torrente situado en la isla de Mallorca, la mayor de las Islas Baleares, en España Nace en las Fonts Ufanes de la localidad de Campanet y se juntan en él varios torrentes provenientes de la  Sierra de Tramontana. Muere en el parque natural de la Albufera de Mallorca, en el municipio de Alcudia, y tiene 165 km cuadrados de cuenca.